# Лицева опора
Лицевите опори (на английски: push-ups) са често срещано физическо упражнение извършващо се в хоризонтално положение, чрез повдигане и спускане на тялото с помощта на ръцете. Упражнението е насочено основно към натоварване мускулите на гръдния кош, ръцете и раменния пояс, но се поддържа от редица други мускулни групи.
Лицевите опори са основно упражнение, използвано при обучение в атлетиката, физическото възпитание и при военната физическа подготовка. Те също са често срещана форма на наказание използвана в армията, училищния спорт и някои бойни изкуства.

## Етимология
Английският термин за „лицеви опори“, пуш-ъпс (push-ups), в Америка е използван за първи път между 1905 г. и 1910 г., докато първите записи в британската преса са между 1945 г. и 1950 г.

## Техника на изпълнение
За изпълнение на лицеви опори е необходимо да се легне на пода с лице към земята, ръцете са изпънати напред, леко пред раменете, пръстите са разперени и сочат напред. Петите са събрани, тялото е изпънато, а главата е леко изправена напред.
Упражнението се извършва на две части – спускане надолу и избутване нагоре. При спускане лактите се огъват, докато горната част на ръцете стане успоредна на пода. Следва избутане нагоре, чрез бавно изпъване на ръцете в лактите и връщане в изходна позиция. Всичко това се счита за една лицева опора.
Чрез промяна на позицията на тялото може да се концентрира натоварването върху определени мускули.

## Участващи мускули
Основните мускули, които участват при това упражнение са тези на гърдите и трицепсите, но при изпълнението се натоварват почти всички останали мускули – от рамената до пръстите на краката. Упражнението натоварва главно големия гръден мускул, коремните мускули, трицепса, предната част на делтовидния мускул, предния зъбчат мускул и клюно-мишничният мускул.

## Разновидности
Освен стандартните лицеви опори съществуват много други варианти на изпълнение, в т.ч. лицеви опори на колена, с широко разтворени или тясно разположени ръце, с една ръка, с повдигнати крака, с отскачане, с отскок и завъртане на 360 градуса, от планч и т.н. При повечето разновидности човек би следвало да повдига около 65% от собственото си тегло.
Световният рекорд за лицеви опори върху свити юмруци принадлежи на пакистанеца Саед Мохамед и възлиза на 2175 повторения, направени за един час.
D и (Dand)
D и, известен още като индуски бутон, е разновидност, която динамично работи ядрото на телата.